# Joan Colominas i Maseras
Joan Colominas i Maseras (Barcelona, 10 d'octubre de 1883 - 1956) fou un periodista, mestre i activista polític barceloní.

## Biografia
Joan Colominas va néixer al carrer Sant Raimon de Barcelona, fill del polític lerrouxista Joan Colominas i Costa (1854-1919) i de la seva esposa, Josepa Maseras i Vallés, ambdós naturals de Barcelona.
Era catedràtic de l'Escola d'Alts Estudis Mercantils i fundador de l'Escola Pericial de Comerç Sabadellenca. Entre octubre de 1907 i octubre de 1908 treballà a l'Escola Moderna del seu cunyat, en la que dirigí el Butlletí en substitució d'Anselmo Lorenzo i com a encarregat de traducció i edició d'obres, i administrador editorial, però Ferrer el va cessar per mala gestió. Durant la Setmana Tràgica participà en els aldarulls amb altres membres del Partit Radical com Josep Ulled i Altemir i Rafael Guerra del Río, i fou una figura clau en la crema de convents.
Força actiu políticament a la Barceloneta, fou president de la Joventut Republicana Radical del districte 1 i a les eleccions municipals de 1913 fou escollit regidor del Districte 7 pel Partit Republicà Radical. També va escriure a La Rebeldía i El Progreso.
El 1915 fou director de l'escola Lliure Graduada del Casino Republicà de la Barceloneta. El 1923 fou diputat de la diputació provincial de Barcelona, el 1925 president de la Federació de Societats de Socors Mutus de la Província de Barcelona, i en 1926 de la Federació de Mutualitats de Catalunya. El 1935 era president del Consell Superior de Cooperació de la Generalitat.
Fou anomenat catedràtic de Llengua Francesa de l'Escola d'Alts Estudis Mercantils de Barcelona en 1921. El desembre de 1937 fou destituït com a catedràtic, sent confirmat en el càrrec un any més tard.
Es va casar amb María de los Ángeles Villafranca Los Arcos (1885-1961), germana de Soledad Villafranca Los Arcos, que fou la companya sentimental de Francesc Ferrer i Guàrdia.